# Wim Mertens
Wim Mertens (ur. 14 maja 1953 w Neerpelt) – belgijski kompozytor, pianista, gitarzysta, śpiewak kontratenorowy oraz muzykolog.
Tworzył muzykę m.in. do filmów Brzuch architekta, Fiesta, Między złem a głębokim błękitnym oceanem. W marcu 1998 roku nadany mu został tytuł "Cultural Ambassador of Flanders".

## Twórczość
Muzyka Wima Mertensa wychodzi z neoklasycystycznej melodyki, gdzie melodia jest najważniejsza. On poddaje ją różnym zabiegom minimalistycznym i awangardowym. Wim Mertens aranżuje często utwory na niewielki zespół kameralny (6-osobowy chór żeński i fortepian). Czasem włącza również śpiew kontratenorem.

## Dyskografia
- 1980 - For Amusement Only - The Sound of Pinball Machines
- 1982 - At Home - Not At Home
- 1982 - Vergessen
- 1983 - Close Cover
- 1983 - Struggle for Pleasure
- 1984 - The Power of Theatrical Madness
- 1984 - A Visiting Card
- 1985 - Usura
- 1985 - Maximizing the Audience
- 1986 - Close Cover (2)
- 1986 - A Man of No Fortune, And with a Name to Come
- 1986 - Hirose
- 1986 - Instrumental Songs
- 1987 - Educes Me
- 1987 - The Belly of an Architect
- 1988 - Whisper Me
- 1988 - After Virtue
- 1989 - Motives for Writing
- 1990 - No Testament
- 1990 - Play for Me
- 1991 - Alle Dinghe Part III: Alle Dinghe
- 1991 - Alle Dinghe Part II: Vita Brevis
- 1991 - Alle Dinghe Part I: Sources of Sleeplessness
- 1991 - Stratégie De La Rupture
- 1991 - Hufhuf
- 1992 - Houfnice
- 1992 - Retrospectives Volume 1
- 1992 - Shot and Echo
- 1993 - A Sense of Place
- 1994 - Epic That Never Was
- 1994 - Gave Van Niets [Promo] [1994-11]
- 1994 - Gave Van Niets Part IV: Reculer Pour Mieux Sauter [1994-11]
- 1994 - Gave Van Niets Part III: Gave Van Niets [1994-11]
- 1994 - Gave Van Niets Part II: Divided Loyalties [1994-11]
- 1994 - Gave Van Niets Part I: You'll Never Be Me [1994-11]
- 1995 - Jeremiades [1995-04]
- 1996 - Entre Dos Mares [1996]
- 1996 - Lisa [1996-04]
- 1996 - Jardin Clos [1996-10]
- 1996 - As Hay in the Sun [1996-10]
- 1996 - Piano & Voice [1996-12]
- 1997 - Sin Embargo [1997-10]
- 1997 - Best Of [1997-11]
- 1998 - In 3 or 4 Days
- 1998 - Integer Valor
- 1998 - And Bring You Back
- 1999 - Father Damien
- 1999 - Integer Valor - Intégrale
- 1999 - Kere Weerom Part III: Decorum
- 1999 - Kere Weerom Part II: Kere Weerom
- 1999 - Kere Weerom Part I: Poema
- 2000 - If I Can
- 2000 - Rest Meines Ichs
- 2000 - Der Heisse Brei
- 2001 - At Home - Not At Home
- 2001 - Aren Lezen [Promo]
- 2001 - Aren Lezen Part I: If Five Is Part Of Ten
- 2001 - Aren Lezen Part II: Aren Lezen
- 2001 - Aren Lezen Part III: Kaosmos
- 2001 - Aren Lezen Part IV: aRe
- 2002 - Years Without History Volume 1 - Moins De Mètre, Assez De Rythme
- 2002 - Years Without History Volume 2 - In The Absence Of Hindrance
- 2002 - Years Without History Volume 3 - Cave Musicam
- 2002 - Wim Mertens Moment Box złożony z Vergessen, Ver-Veranderingen, The Belly of an Architect, Struggle for Pleasure, Motives for Writing, Maximizing the Audience, Instrumental Songs, If I Can, For Amusement Only, Educes Me, At Home - Not At Home, After Virtue, A Man of No Fortune, And with a Name to Come
- 2003 - Years Without History Volume 4 - No Yet, No Longer
- 2003 - Skopos
- 2004 - Years Without History Volume 5 - With No Need For Seeds
- 2004 - Shot and Echo/A Sense of Place
- 2005 - Un respiro
- 2006 - Partes Extra Partes
- 2007 - Receptacle
- 2008 - Platinum Collection
- 2008 - L'heure du loup
- 2008 - Years Without History vol. 1-6
- 2008 - Years Without History Volume 7: Nosotros
- 2009 - Music and Film
- 2009 - The World Tout Court
- 2009 - QUA
- 2010 - Zee Versus Zed
- 2011 - Series of Ands/Immediate Givens